# Athletic Club de Madrid 1928-1929
Questa voce raccoglie le informazioni riguardanti l'Athletic Club de Madrid, antico nome del Club Atlético de Madrid, nelle competizioni ufficiali della stagione 1928-1929.

## Stagione
Nella stagione 1928-1929 i Colchoneros, allenati da Frederick Pentland, terminarono la prima edizione del campionato di Primera División al sesto posto. Il primo gol nella neonata competizione fu messo a segno da Vicente Palacios durante la vittoria per 3-2 in casa dell'Arenas Getxo. Tra i risultati più eclatanti ci fu il 7-1 con cui batterono all'ultima giornata i catalani dell'Español, difesi da Ricardo Zamora stabilendo il record di gol subiti dal leggendario portiere. In Coppa del Re l'Atlético Madrid fu invece eliminato ai quarti di finale dall'Español, futuro vincitore del trofeo. Nel campionato Regional de Madrid, la squadra si piazzò al secondo posto.

## Maglie e sponsor
| Manica sinistra · Manica sinistra · Maglietta · Maglietta · Manica destra · Manica destra · Pantaloncini · Calzettoni |

## Rosa

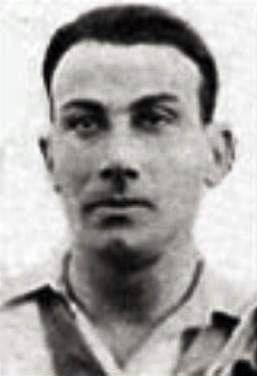
Arcadio Arteaga, il calciatore con più presenze stagionali

| N. |                       | Ruolo | Calciatore               |
| -- | --------------------- | ----- | ------------------------ |
| -  | Spagna (bandiera)     | P     | Cándido Martínez         |
| -  | Spagna (bandiera)     | P     | José Meseguer            |
| -  | Spagna (bandiera)     | D     | Alfonso Olaso Anabitarte |
| -  | Spagna (bandiera)     | D     | Miguel Cela              |
| -  | Spagna (bandiera)     | D     | José Luis Conde          |
| -  | Spagna (bandiera)     | D     | Agustín Lafuente         |
| -  | Spagna (bandiera)     | D     | Francisco Moriones       |
| -  | Spagna (bandiera)     | C     | Victoriano de Santos     |
| -  | Spagna (bandiera)     | C     | Arcadio Arteaga          |
| -  | Spagna (bandiera)     | C     | Cosme Vázquez            |
| -  | Spagna (bandiera)     | C     | Andrés Tuduri            |
| -  | Porto Rico (bandiera) | C     | Eduardo Ordóñez          |

| N. |                   | Ruolo | Calciatore               |
| -- | ----------------- | ----- | ------------------------ |
| -  | Spagna (bandiera) | C     | Marcelino Gálatas        |
| -  | Spagna (bandiera) | C     | Antonio Mazarrasa        |
| -  | Spagna (bandiera) | C     | Juan Gómez de Lecube     |
| -  | Spagna (bandiera) | A     | Ramón Herrera Bueno      |
| -  | Spagna (bandiera) | A     | Sandalio Areta           |
| -  | Spagna (bandiera) | A     | Antonio de Miguel        |
| -  | Spagna (bandiera) | A     | Luis Olaso Anabitarte    |
| -  | Spagna (bandiera) | A     | Pedro Zabala             |
| -  | Spagna (bandiera) | A     | Vicente Palacios         |
| -  | Spagna (bandiera) | A     | Luis Marín Sabater       |
| -  | Spagna (bandiera) | A     | Joaquín Vázquez González |
| -  | Spagna (bandiera) | A     | Guillermo Yllera         |

## Risultati

### Primera División

#### Girone di andata
| Arbitro: | Insausti |

|                                |           |                                  |
| A. Olaso 77’ (aut.) Suárez 89’ | Marcatori | 14’ Palacios 44’ Marín 56’ Cosme |

| Arbitro: | Hernández Areces |

|  |           |                                     |
|  | Marcatori | 20’ Bienzobas 35’ Cholín 41’ Kiriki |

| Arbitro: | Comorera Gatuellas |

|                 |           |           |
| Triana 37’, 53’ | Marcatori | 28’ Marín |

| Arbitro: | Serrano de la Mata |

|              |           |               |
| Carrasco 42’ | Marcatori | 8’, 85’ Marín |

| Arbitro: | Murguía Ortiz |

|                               |           |            |
| Cosme 5’, 30’ Yllera 50’, 60’ | Marcatori | 70’ Parera |

| Arbitro: | Serrano de la Mata |

|                                       |           |  |
| L. Olaso 4’ Marín 18’, 72’ Lecube 68’ | Marcatori |  |

| Arbitro: | Insausti |

|                                         |           |           |
| Pellicer 22’, 48’ Colls 71’ Alcázar 82’ | Marcatori | 60’ Cosme |

| Arbitro: | Barrena |

|                          |           |                                     |
| Vázquez 40’ L. Olaso 57’ | Marcatori | 5’ Chirri II 47’ Ayarza 85’ Unamuno |

| Arbitro: | Comorera Gatuellas |

|                                    |           |                       |
| Tena II 5’ Padrón 25’ Ventolrà 70’ | Marcatori | 17’ Vázquez 65’ Cosme |

#### Girone di ritorno
| Arbitro: | Hernández Areces |

|           |           |                           |
| Marín 73’ | Marcatori | 22’ Gurruchaga 37’ Suárez |

| Arbitro: | Serrano de la Mata |

|                                      |           |                                 |
| Bienzobas 30’ (rig.), 40’ Cholín 69’ | Marcatori | 28’, 59’ de Miguel 85’ L. Olaso |

| Arbitro: | Comorera Gatuellas |

|  |           |                                       |
|  | Marcatori | 25’ J.M. Peña 28’ Rubio 84’ del Campo |

| Arbitro: | Quintana |

|                                           |           |                 |
| Marín 44’ Areta 58’ Mancisidor 83’ (aut.) | Marcatori | 63’ L. Regueiro |

| Arbitro: | Comorera Gatuellas |

|                                         |           |  |
| Sastre 10’ Samitier 43’, 81’ Walter 58’ | Marcatori |  |

| Arbitro: | Murguía Ortiz |

|            |           |                        |
| Loredo 57’ | Marcatori | 2’ Mazarrasa 30’ Marín |

| Arbitro: | Vallana Jeanguenat |

|                                     |           |                                         |
| Cosme 10’, 16’, 65’, 89’ Zabala 12’ | Marcatori | 25’ Pellicer 31’, 78’ Bestit 40’ Ciorda |

| Arbitro: | Quintana |

|                                        |           |                               |
| Mandaluniz 7’, 80’ Moriones 73’ (aut.) | Marcatori | 14’ Areta 74’ Marín 77’ Cosme |

| Arbitro: | González Romera |

|                                                                 |           |             |
| Marín 30’, 43’, 73’ Ordóñez 47’ Cosme 54’ Vázquez 63’ Areta 73’ | Marcatori | 33’ Gallart |

### Coppa del Re
| Arbitro: | Insausti |

|                                |           |  |
| Areta 5’, 73’ Cosme 38’ (rig.) | Marcatori |  |

| Badajoz 16 dicembre 1928 Sedicesimi di finale – Ritorno | Deportivo Extremeño | 0 – 0 referto | Athlétic Madrid | Santa Marina\| Arbitro: \| Insausti \| |
| Arbitro:                                                | Insausti            |               |                 |                                        |

| Arbitro: | Vilalta |

|                        |           |                              |
| Carral 59’ Capilla 85’ | Marcatori | 20’, 48’ Palacios 34’ Yllera |

| Arbitro: | Serrano de la Mata |

|             |           |                   |
| Ordóñez 88’ | Marcatori | 55’ (rig.) Carral |

| Arbitro: | Serrano de la Mata |

|                                            |           |              |
| Tena II 20’, 74’, 85’ Padrón 27’ Broto 69’ | Marcatori | 88’ L. Olaso |

| Arbitro: | Vallana Jeanguenat |

|                      |           |                                  |
| Lecube 20’ Areta 88’ | Marcatori | 40’, 70’ Padrón 57’, 71’ Tena II |

### Campionato Regionale
| Madrid 16 settembre 1928 1ª giornata                                           | Athlétic Madrid | 3 – 1 referto   | Nacional Madrid | Metropolitano |
| \| \| \| \| \| González 27’ Areta 32’ Cosme \| Marcatori \| 15’ J. Palacios \| |                 |                 |                 |               |
|                                                                                |                 |                 |                 |               |
| González 27’ Areta 32’ Cosme                                                   | Marcatori       | 15’ J. Palacios |                 |               |

| Madrid 29 settembre 1928 2ª giornata                                               | Unión Sporting | 5 – 6 referto              | Athlétic Madrid |  |
| \| \| \| \| \| Gual , , , Lozano \| Marcatori \| , , , Cosme 10’ González Areta \| |                |                            |                 |  |
|                                                                                    |                |                            |                 |  |
| Gual , Lozano                                                                      | Marcatori      | , Cosme 10’ González Areta |                 |  |

| Madrid 7 ottobre 1928 3ª giornata                      | Athlétic Madrid | 0 – 2 referto        | Real Madrid | Metropolitano (25 000 spett.) |
| \| \| \| \| \| \| Marcatori \| 60’ Rubio 75’ Morera \| |                 |                      |             |                               |
|                                                        |                 |                      |             |                               |
|                                                        | Marcatori       | 60’ Rubio 75’ Morera |             |                               |

| Madrid 21 ottobre 1928 4ª giornata                              | Racing Madrid | 1 – 2 referto         | Athlétic Madrid |  |
| \| \| \| \| \| Pons 8’ \| Marcatori \| 42’ Areta 88’ Herrera \| |               |                       |                 |  |
|                                                                 |               |                       |                 |  |
| Pons 8’                                                         | Marcatori     | 42’ Areta 88’ Herrera |                 |  |

| Madrid 1º novembre 1928 5ª giornata           | Nacional Madrid | 0 – 1 referto | Athlétic Madrid |  |
| \| \| \| \| \| \| Marcatori \| 40’ Herrera \| |                 |               |                 |  |
|                                               |                 |               |                 |  |
|                                               | Marcatori       | 40’ Herrera   |                 |  |

| Madrid 11 novembre 1928 6ª giornata                                                                                | Athlétic Madrid | 8 – 2 referto     | Unión Sporting | Metropolitano |
| \| \| \| \| \| Areta 20’, 58’, 61’, ?’, ?’ Ordóñez 44’ Cosme 65’ L. Marín 74’ \| Marcatori \| 31’ Gual Moraleda \| |                 |                   |                |               |
| |                 |                   |                |               |
| Areta 20’, 58’, 61’, ?’, ?’ Ordóñez 44’ Cosme 65’ L. Marín 74’                                                     | Marcatori       | 31’ Gual Moraleda |                |               |

| Madrid 18 novembre 1928 7ª giornata                                        | Real Madrid | 3 – 1 referto | Athlétic Madrid | Chamartín |
| \| \| \| \| \| Rubio 21’ Triana 44’ Uribe 57’ \| Marcatori \| 14’ Areta \| |             |               |                 |           |
|                                                                            |             |               |                 |           |
| Rubio 21’ Triana 44’ Uribe 57’                                             | Marcatori   | 14’ Areta     |                 |           |

| Madrid 2 dicembre 1928 8ª giornata                            | Athlétic Madrid | 2 – 0 referto | Racing Madrid | Metropolitano |
| \| \| \| \| \| Zabala 53’ Cosme 85’ (rig.) \| Marcatori \| \| |                 |               |               |               |
|                                                               |                 |               |               |               |
| Zabala 53’ Cosme 85’ (rig.)                                   | Marcatori       |               |               |               |

## Statistiche

### Statistiche di squadra
| Competizione         | Punti | Totale | Totale | Totale | Totale | Totale | Totale | DR |
| Competizione         | Punti | G      | V      | N      | P      | Gf     | Gs     | DR |
| -------------------- | ----- | ------ | ------ | ------ | ------ | ------ | ------ | -- |
| Primera División     | 18    | 18     | 8      | 2      | 8      | 43     | 41     | +2 |
| Coppa del Re         | -     | 6      | 2      | 2      | 2      | 10     | 12     | -2 |
| Campionato Regionale | 12    | 8      | 6      | 0      | 2      | 23     | 14     | +9 |
| Totale               | 30    | 32     | 16     | 4      | 12     | 76     | 67     | +9 |